# Idaea despertata
Idaea despertata är en fjärilsart som beskrevs av Franz Dannehl. Idaea despertata ingår i släktet Idaea och familjen mätare. Inga underarter finns listade i Catalogue of Life.